# 喬托斯普林斯 (密蘇里州)
喬托斯普林斯（英語：Chouteau Springs）是位於美國密蘇里州庫珀縣的非建制地區。

## 地理
喬托斯普林斯所處的海拔為高於海平面191米（即627英呎），而該地所採用的時區為UTC-6，即北美中部時區（CST）。同時該地設有夏令時間，為UTC-6調快一小時，即UTC-5（CDT）。